# José Luis Ceballos
José Luis Ceballos (Córdoba, 23 de febrero de 1953), conocido como Chaplin, es un exfutbolista argentino que jugaba de extremo, poseedor de un excelso gambeteo y de un fuerte golpeo con la pierna izquierda.
Fue elegido el futbolista del año en Chile en 1976, luego de levantar el título de Liga con el Everton, y marcando el 3-1 definitivo en la final ante la Unión Española, en lo que significó el tercer campeonato en la historia del conjunto viñamarino.
Su seudónimo, acuñado al mítico cronista Ángel Fernández Rugama, se debía a su parecido con el actor y humorista británico durante su paso en el fútbol mexicano, donde fue bicampeón con Cruz Azul (1978-79, 1979-80) y campeón con Puebla (1982-83). Con la selección de Argentina obtuvo la medalla de bronce en los Juegos Panamericanos de 1975.

## Trayectoria

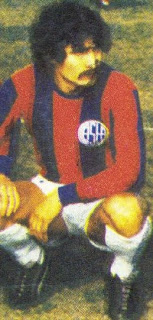
Ceballos con San Lorenzo.

Formado en Instituto de Córdoba, tuvo un paso fugaz por los clubes argentinos de Belgrano, Atlanta y San Lorenzo. No tuvo mucha cabida en este último debido al gran nivel de Oscar Alberto Ortiz, que ocupaba su misma posición. Llegó al Everton de Chile en 1976. Luego de una cerrada lucha en el último tramo del torneo de Liga con Unión Española, ambos clubes debieron definir al campeón a visita recíproca en el Estadio Nacional. Igualados 0-0 en el partido de ida, Everton se consagró campeón tras imponerse 3-1 ante los de rojo en el juego de vuelta, siendo Ceballos el autor del tanto definitivo en los instantes finales del encuentro.
El 3 de febrero de 1977 le anotó 4 goles al equipo titular de River Plate, con todas sus estrellas en la cancha en un partido amistoso disputado en el Sausalito.
Luego de un breve paso con Cobreloa, en 1978 firmó con Cruz Azul, y se presentó en el fútbol mexicano el 5 de noviembre en el empate 1-1 contra el Atlético Español. Con el equipo celeste se coronó bicampeón en 1979 y 1980 ante los Pumas de la UNAM y los Tigres de la UANL respectivamente, con lo que se le recuerda como un referente histórico de la institución. Luego de dos grandes campañas, llegó a España con Las Palmas, donde jugó un total de 4 partidos. Regresó en 1981 con San Lorenzo. Marcó en la fecha 19 ante Colón y ante Talleres en la fecha 23.
En verano de 1981 regresó a México con Neza. Tras avanzar a la fase final, se incrustaban en las semifinales luego de vencer 3-2 a Zacatepec, sin embargo, serían eliminados por Atlante, terminando así el sueño de la final del campeonato de 1982. El torneo siguiente fichó con Puebla, donde levantaría el primer título de liga en la historia del club en 1983, tras vencer en la final a Guadalajara.
No entró en planes con Puebla tras el título y se quedó sin equipo durante un año. En 1984 llegó al Atlas de Guadalajara y lograron meterse en la séptima posición a la "liguilla" por el título, cayendo en penales ante América en semifinales.
Estando fuera de las canchas casi tres años, en 1987 retorna a Viña del Mar con Everton, donde marcaría un total de 35 goles en 77 partidos, y colgó los botines con San Luis en la segunda división al año siguiente, luego de fructífera carrera deportiva.

## Selección
Fue convocado por César Luis Menotti para disputar los Juegos Panamericanos de 1975, siendo su única experiencia con la selección de Argentina.

### Participaciones en Juegos Panamericanos
| Evento                       | Sede             | Resultado    | Partidos | Goles |
| ---------------------------- | ---------------- | ------------ | -------- | ----- |
| Juegos Panamericanos de 1975 | Ciudad de México | Tercer lugar | 6        | 2     |

## Estilo de juego

### Perfil de jugador

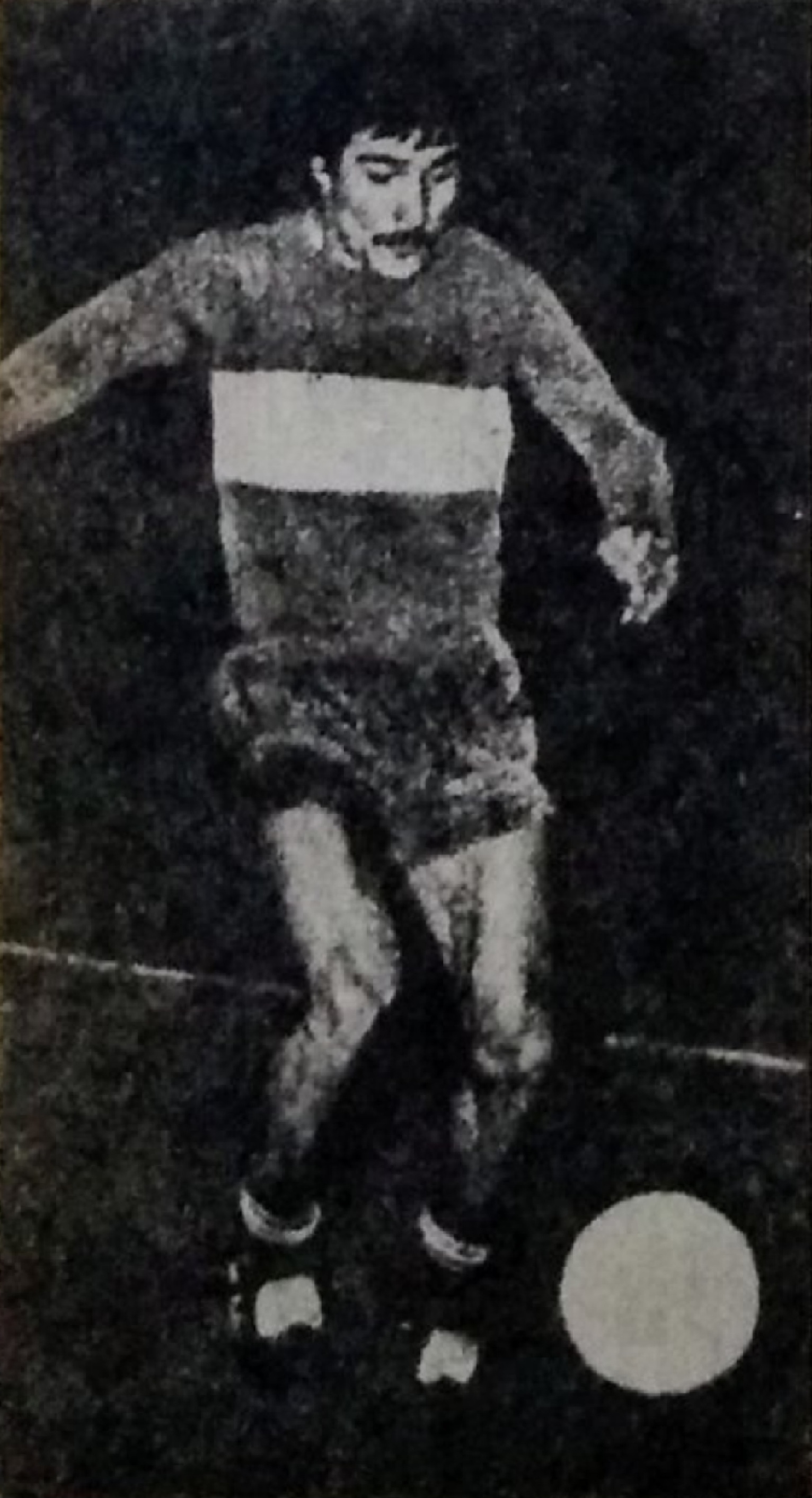
Ceballos fue el jugador del año en Chile en 1976.

Ceballos se caracterizó por su potencia física y gran habilidad de regate, además de su calidad para cobrar tiros libres. En su llegada al fútbol mexicano lo destacaron por su habilidad y "una gambeta endemoniada".
Era explosivo al momento de enfrentar a la zaga rival y poseía una gran velocidad para conducir el esférico, además del regate natural que nacía de sus piernas. Era un delantero que impregnaba emoción al espectador por el fácil manejo de la pelota y por la espectacularidad en la maestría de eludir al enemigo. Era un gran proveedor de pases a la zona del área chica gracias a su velocidad y a su calidad para quitarse de encima a la más pegajosa defensa, su detención era casi imposible. La falta era un recurso para detenerlo, aunque también tenía la maña para salir avante, muy pocas veces lo derribaron. Tenía el don de salir adelante ante el más exigente de los retos.
En su etapa con Puebla sufrió una fractura de tibia que lo dejaría fuera durante tres meses. Sin embargo, le fue colocada una placa alderedor de la tibia y siete tornillos en la fractura para evitar el largo proceso de recuperación, y con el visto bueno del técnico Manuel Lapuente, jugó de infiltrado durante la temporada del campeonato.

### Controversias
Su potencia y juego arriesgado, llegando al límite del reglamento, lo llevaron a duros choques con los rivales, siendo recordada la lesión que le provocó al paraguayo Eligio Torres en un partido del Atlas contra el Atlético Potosino. De igual forma, en Guadalajara vivió diversas situaciones en estado de ebriedad y tuvo un recordado episodio de exceso de alcohol el 4 de mayo de 1985.

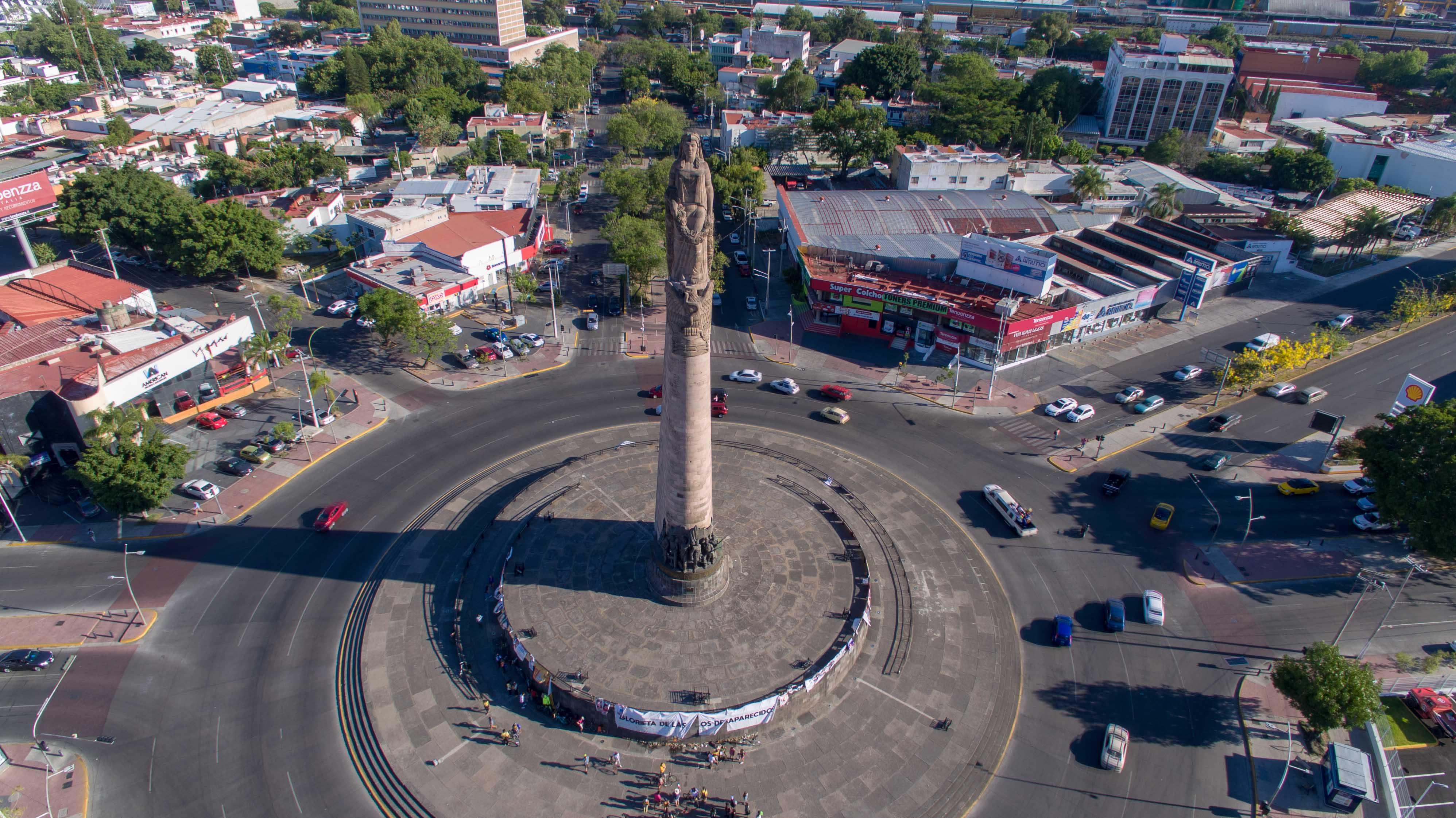
La glorieta de los Niños Héroes, lugar donde Ceballos tuvo el accidente.

En la antesala del último partido del torneo regular ante los Tecos, del cual el Atlas necesitaba no perder en el estadio Tres de Marzo para acceder a los play-off, Ceballos se escapó de la concentración, se puso ebrio y se estrelló contra la glorieta de los Niños Héroes. Fue detenido por las autoridades, y tras ser puesto en libertad el día siguiente, asistió al partido, aunque el entrenador Alfredo Torres no lo consideró de inicio. En el minuto 55 los Tecos se adelantaron en el marcador. Ceballos se puso de pie, estuvo platicando durante un rato con Torres y le aseguró que él era la solución. Finalmente ingresó a la cancha a falta de 15 minutos para el final: "te voy a salvar", le dijo el jugador al Pistache. En la primera pelota que toca, un rebote en el área por la izquierda y anota. Los rojinegros alcanzaron las semifinales de la fase final, donde fueron eliminados 8-7 desde los penales por el Club América, luego de perdurar el 1-1 en el global.

## Vida privada
Nacido en Córdoba como hijo único, sus padres fallecieron jóvenes y fue criado por su abuela y su tía. Con trece años, empezó a entrenar boxeo por gusto personal, pero lo abandonó tras una pelea en la que salió bastante golpeado. Poco después se integró a las inferiores de Instituto, impulsado por su abuela, quien forjó el temperamento que lo caracterizó en su carrera, realizó su debut en 1973.
Tras ser convocado por Menotti para disputar los Juegos Panamericanos y cinco años después dar el salto a Europa —luego de su buen paso con Cruz Azul— su sueño siempre fue llegar a jugar para la Juventus de Turín, el cual es su equipo favorito. Pero sin poder despuntar en España y con su pronto regreso a San Lorenzo, no le fue posible cumplir su meta.
A su llegada a Viña del Mar (y desde sus inicios en Córdoba) presentó dificultades con el asma, pero luego de recibir tratamiento pudo adaptarse de gran manera a la ciudad costera y mejoró su condición cuando arribó a Calama. En el marco de la campaña 1983-84 se quedó un año sin jugar, tras no llegar a un acuerdo económico con el Club León. Luego de su retiro en Chile en 1988, ejerció un tiempo como promotor en el fútbol mexicano pero, al no estar de acuerdo con el modo de trabajar, se alejó del medio. Se casó en tres ocasiones, teniendo un total de cinco hijos y ocho nietos.
En adelante, abrió una cadena de restaurantes en Guadalajara y Aguascalientes de nombre "Chaplin, el gauchito cordobés", con lo que se mantiene cerca de los aficionados de los clubes del fútbol mexicano en los que jugó.

## Estadísticas

### Clubes
| Club                                                          | Temporada     | Div.          | Liga  | Liga  | Copas | Copas | Internacional | Internacional | Total | Total |
| Club                                                          | Temporada     | Div.          | Part. | Goles | Part. | Goles | Part.         | Goles         | Part. | Goles |
| ------------------------------------------------------------- | ------------- | ------------- | ----- | ----- | ----- | ----- | ------------- | ------------- | ----- | ----- |
| I. A. C. C.                                                   | 1973          | 1.ª           | 13    | 2     | —     | —     | —             | —             | 13    | 2     |
| Belgrano                                                      | 1974          | 1.ª           | 15    | 3     | —     | —     | —             | —             | 15    | 3     |
| San Lorenzo de Almagro                                        | 1975          | 1.ª           | 3     | —     | —     | —     | —             | —             | 3     | 0     |
| Atlanta                                                       | 1976          | 1.ª           | 8     | —     | —     | —     | —             | —             | 8     | 0     |
| Everton de Viña del Mar                                       | 1976          | 1.ª           | 24    | 12    | —     | —     | —             | —             | 24    | 12    |
| Everton de Viña del Mar                                       | 1977          | 1.ª           | 34    | 17    | 6     | 3     | 6             | 2             | 46    | 22    |
| Cobreloa                                                      | 1978          | 1.ª           | 21    | 8     | —     | —     | —             | —             | 21    | 8     |
| Cruz Azul                                                     | 1978-79       | 1.ª           | 38    | 10    | —     | —     | —             | —             | 38    | 10    |
| Cruz Azul                                                     | 1979-80       | 1.ª           | 36    | 5     | —     | —     | 4             | 1             | 40    | 6     |
| Total club                                                    | Total club    | Total club    | 74    | 15    | 0     | 0     | 4             | 1             | 78    | 16    |
| Las Palmas                                                    | 1980-81       | 1.ª           | 3     | —     | 1     | —     | —             | —             | 4     | 0     |
| San Lorenzo de Almagro                                        | 1981          | 1.ª           | 26    | 2     | —     | —     | —             | —             | 26    | 2     |
| Total club                                                    | Total club    | Total club    | 29    | 2     | 0     | 0     | 0             | 0             | 29    | 2     |
| Neza                                                          | 1981-82       | 1.ª           | 39    | 5     | —     | —     | —             | —             | 39    | 5     |
| Puebla                                                        | 1982-83       | 1.ª           | 24    | 2     | —     | —     | —             | —             | 24    | 2     |
| Sin club en la temporada 1983-84                              |               |               |       |       |       |       |               |               |       |       |
| Atlas                                                         | 1984-85       | 1.ª           | 19    | 3     | —     | —     | —             | —             | 19    | 3     |
| Entre 1985 y 1987 abandona la práctica del fútbol profesional |               |               |       |       |       |       |               |               |       |       |
| Everton de Viña del Mar                                       | 1987          | 1.ª           | 7     | 1     | —     | —     | —             | —             | 7     | 1     |
| Total club                                                    | Total club    | Total club    | 65    | 30    | 6     | 3     | 6             | 2             | 77    | 35    |
| San Luis de Quillota                                          | 1988          | 2.ª           | 12    | 4     | —     | —     | —             | —             | 12    | 4     |
| Total carrera                                                 | Total carrera | Total carrera | 322   | 74    | 7     | 3     | 10            | 3             | 339   | 80    |

En la primera división de México

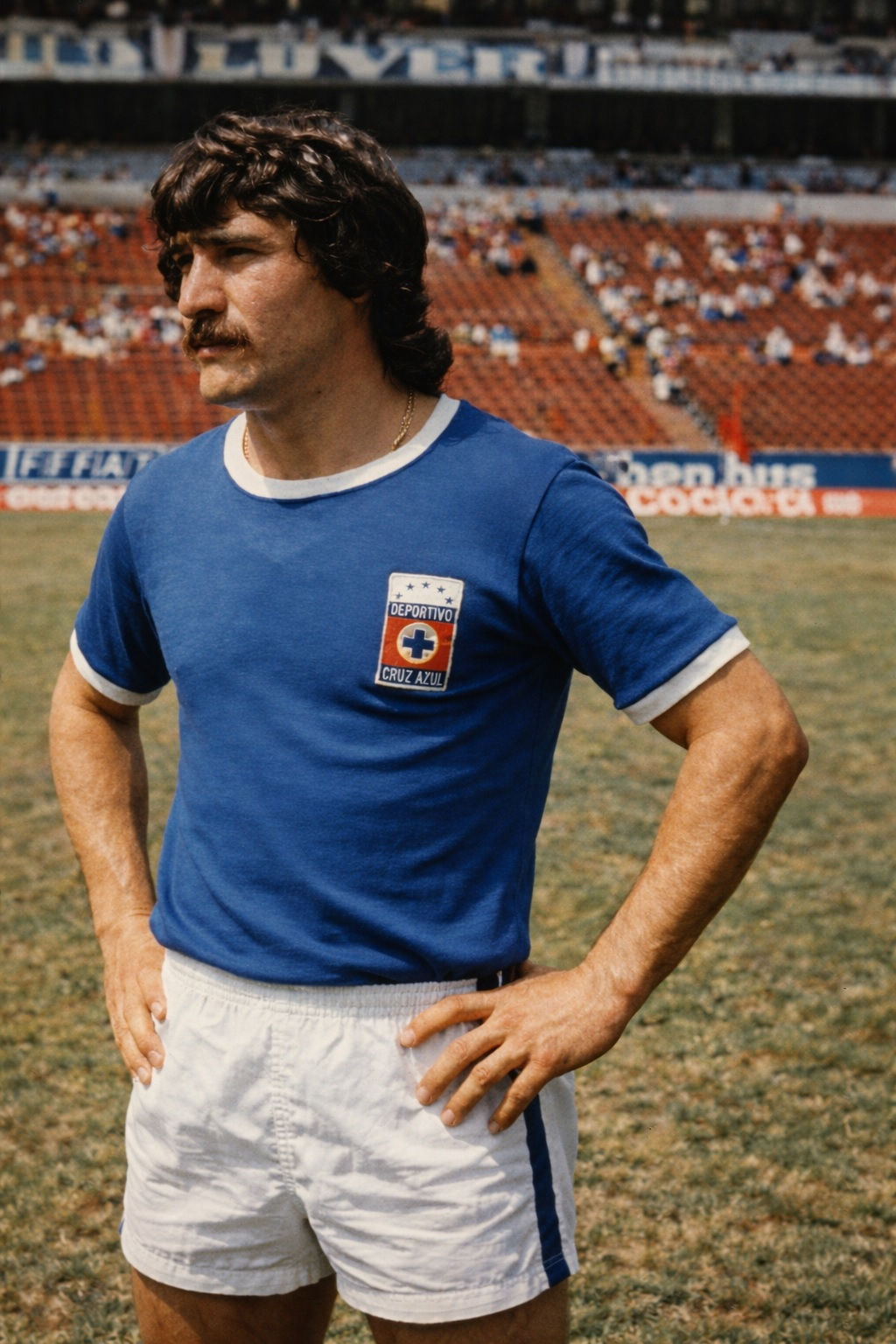
Retrato en 1979.

Ceballos tuvo un gran rendimiento tanto en lo colectivo como en lo individual en el fútbol mexicano. Destaca en su trayectoria que de los cinco torneos que disputó en México, en tres resultó campeón y en los dos restantes alcanzó la ronda de semifinales, con un total de 156 partidos disputados (entre liga y "liguilla") y 25 anotaciones realizadas.
| Torneo  | Club      | Resultado   | PJ  | G  |
| ------- | --------- | ----------- | --- | -- |
| 1978-79 | Cruz Azul | Campeón     | 38  | 10 |
| 1979-80 | Cruz Azul | Campeón     | 36  | 5  |
| 1981-82 | Neza      | Semifinales | 39  | 5  |
| 1982-83 | Puebla    | Campeón     | 24  | 2  |
| 1984-85 | Atlas     | Semifinales | 19  | 3  |
| Total   | Total     | Total       | 156 | 25 |

### Resumen estadístico
| Competición                   | Partidos | Goles | Promedio |
| ----------------------------- | -------- | ----- | -------- |
| Liga                          | 322      | 74    | 0,23     |
| Copas nacionales              | 7        | 3     | 0,43     |
| Competiciones internacionales | 10       | 3     | 0,30     |
| Selección argentina           | 6        | 2     | 0,33     |
| Total                         | 345      | 82    | 0,24     |

## Palmarés

### Títulos regionales
| Título          | Club     | Región  | Año  |
| --------------- | -------- | ------- | ---- |
| Torneo Regional | Belgrano | Córdoba | 1975 |

### Títulos nacionales
| Título           | Club      | País   | Año  |
| ---------------- | --------- | ------ | ---- |
| Primera división | Everton   | Chile  | 1976 |
| Primera división | Cruz Azul | México | 1979 |
| Primera división | Cruz Azul | México | 1980 |
| Primera división | Puebla    | México | 1983 |

### Títulos internacionales
| Título               | Equipo *  | Sede   | Año  |
| -------------------- | --------- | ------ | ---- |
| Juegos Panamericanos | Argentina | México | 1975 |

(*) Incluyendo la selección.

### Distinciones individuales
| Distinción                                                 | Año  |
| ---------------------------------------------------------- | ---- |
| Futbolista del año en Chile                                | 1976 |
| Once Ideal de todos los tiempos de Everton de Viña del Mar | 2021 |